# Місто

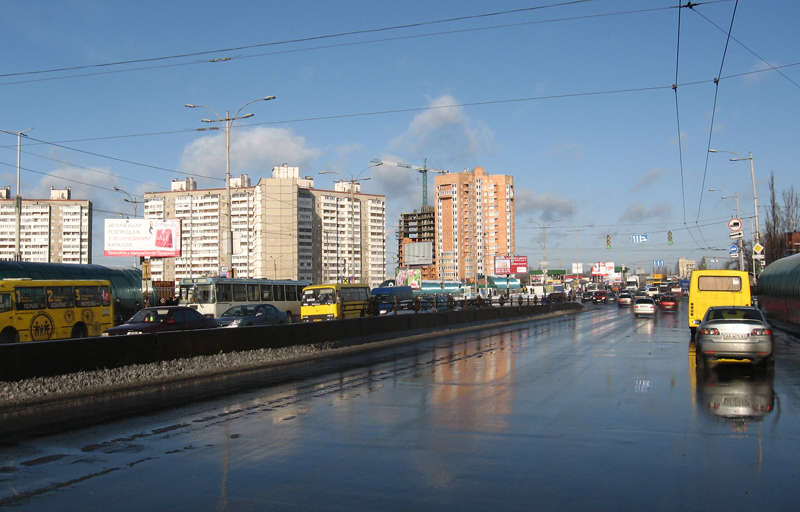
Київ, Академмістечко

Мі́сто — великий населений пункт, населення якого зайняте звичайно поза сферою сільського господарства; зазвичай адміністративний, промисловий, торговий або культурний центр певного регіону. Переважно мешканці міста працюють у промисловості та сфері послуг. У багатьох країнах статус міста визначається і закріплюється законодавчо, враховуючи показники чисельності та зайнятості населення.
Сучасні міста поділяються на малі (до 50 тис. жителів), середні (50-250 тис.), великі (250—1000 тис.), міста-мільйонники — понад 1 млн осіб, а також мегаполіси — великі агломерації міст, які зливаються в одну урбаністичну систему. У 2021 році у світі налічувалося 1170 найбільших міст, з яких 557 міст-мільйонерів[джерело?].
Поблизу багатьох великих міст-мільйонників виникають міста-супутники. Часто міста і міста-супутники об'єднуються, утворюючи агломерації, які можуть бути об'єднані в мегалополіси. Станом на 2013 рік найбільшим у світі мегалополісом було Токіо.
У науковій літературі існує багато визначень поняття міста (містечка), однак однозначного підходу до тлумачення цього терміна немає, що зумовлено великою кількістю різних прикметних ознак міста та ступенем означення їхніх особливостей. У деяких країнах для визначення статусу міста необхідні тільки зайнятість населення, для деяких — міський характер забудови території, наявність певних зручностей (каналізація, дороги із твердим покриттям, культурно-побутові установи тощо).

## Назва
Староукраїнське слово місто походить від прасл. *město («місце»), що первісно означало «накидане на землю покриття для розташування» і пов'язане з дієсловами *metati, *mesti. Очевидно, розвиток значення «великий населений пункт» (через проміжне «базарна площа, ринок») відбувся під впливом польської мови, де на сучасне значення слова miasto, швидше за все, вплинуло чеськ. místo, що є калькою з сер.-в.-нім. stat («місце»; «місто»).
Проте, слід мати на увазі, що дав.-рус. і староцерк.-слов. мѣсто, окрім основного значення «місце», також засвідчене у значеннях «місто», «неукріплений населений пункт», «неукріплена частина міста», «посад» (на протиставлення укріпленому го́роду).
Рідковживаним синонімом є застаріле, розмовне слово го́род, яке історично позначає укріплення (фортецю) і сходить до прасл. *gordъ («огороджене місце», «огорожа»), що вважається спорідненим з лит. gardas («сад»), лат. hortus («сад»), прагерм. *gardaz («огорожа», «двір», «сад») і гот. gards («двір»).

## Загальне визначення
Історично місто, як вид поселення, виникло внаслідок суспільного розподілу праці, тобто відокремлення ремесла від сільського господарства і зосередження ремесних виробів в руках певної громадської групи. Поступово місто, як населений пункт, почало відрізнятися від села високим ступенем різноманітності трудової діяльності (виробничої та невиробничої), рівня побуту, якості життя тощо. З часом в містах зосереджувалися різноманітні галузі народного господарства — промисловість, побутове обслуговування, наука, культура, торгівля, інформація, що зробило міста центрами науково-технічного та культурного поступу. Розвиток соціальної інфраструктури зумовило утворення в містах особливого міського способу життя, який у ході урбанізації розповсюджувався на все більшу кількість поселень, у тому числі сільських.
За визначенням українського економгеографа О. Топчія «Місто — просторове суспільне утворення, яке є осередком масового розселення людей і зосередження їх суспільнокорисної діяльності в будь-яких формах, крім одержання первинних продуктів сільського господарства як єдиного заняття населення, і організоване у господарсько-будівельний комплекс, що постійно діє та обслуговує побут і діяльності населення».
«Місто», має представляти певний набір аспектів:
- певна популяція, сформована соціально неоднорідними особами,
- постійне місце розташування,
- значне просторове розширення,
- певна модель організації та співіснування,
- спосіб життя, характерний для міста,
- домінування несільськогосподарської зайнятості населення,
- наявність значної кількості населення, поріг якого перевизначається в кожну епоху в історії,
- значна щільність населення,
- зовнішня відкритість,
- розташування ринку.

## Класифікація

### Типи
Міста розрізняють:
- за глобальною ієрархією (глобальні, мультинаціональні, важливі національні)[14]
- за людністю (міста-мільйонники, дуже великі, великі, середні, малі)[15]
- за планувальною структурою (радіальне, лінійне, комбіноване)[16]
- за характером виконуваних функцій (адміністративні, промислові, наукові, навчальні, культурні, рекреаційні, транспортні та інші центри)[17]
- за загальною планувальною структурою (поліцентричні, моноцентричні)[12]
- за адміністративно-політичним значенням (столичні, районні, обласні)[18] тощо.

Віднесення населеного пункту до категорії міст за людяністю зазвичай визначається в законодавчому порядку країни; при цьому критерій чисельності населення міста різниться в різних країнах світу — від 250 осіб у Данії до 50 тисяч в Японії.

### Зовнішні ознаки
Місто здебільшого є адміністративною одиницею країни та має відповідні ознаки:
- Просторові: окреме місто, міська агломерація, регіон, край і країна.
- Функціональні: економіка, фінанси, торгівля, політичні структури, соціально-побутові чинники, культура, спорт тощо
- Політичні: консультативні ради, урядові, державні управлінські структури
- Демографічні: етноси та мови, релігії, соціальні класи, вік та стать тощо[19].

## Історія
Історичне значення міст є неоціненним для всіх основних епох людської історії, що підтверджують археологічні та писемні свідчення. Перші відомі міста з'явилися, як правило, в результаті зростання невеликих сіл або об'єднання невеликих поселень. Давнішні міста налічували від кількох десятків тисяч до мільйона осіб, і були найбільшими для своєї епохи та визначальними для багатьох поколінь людської популяції. Всі ці давнішні поселення мають більш-менш виражені ознаки та функції сучасного поняття «міста».
Перші згадки про великі міста відносяться до IV—III-го тисячоліття до нашої ери. Найбільш відомі давні торгові, ремісничі центри: в Месопотамії — Ур, Урук, Вавилон; Єгипті— Мемфіс, Фіви; Індії — Мохенджо-Даро, Хараппа; Греції — Спарта, Афіни. В ХІ — XII століттях в Європі найбільшими містами були Константинополь, Кордова, Київ, Венеція, Флоренція, Рим, Париж, Лондон, Кельн, Новгород.

### Найстаріші міста світу

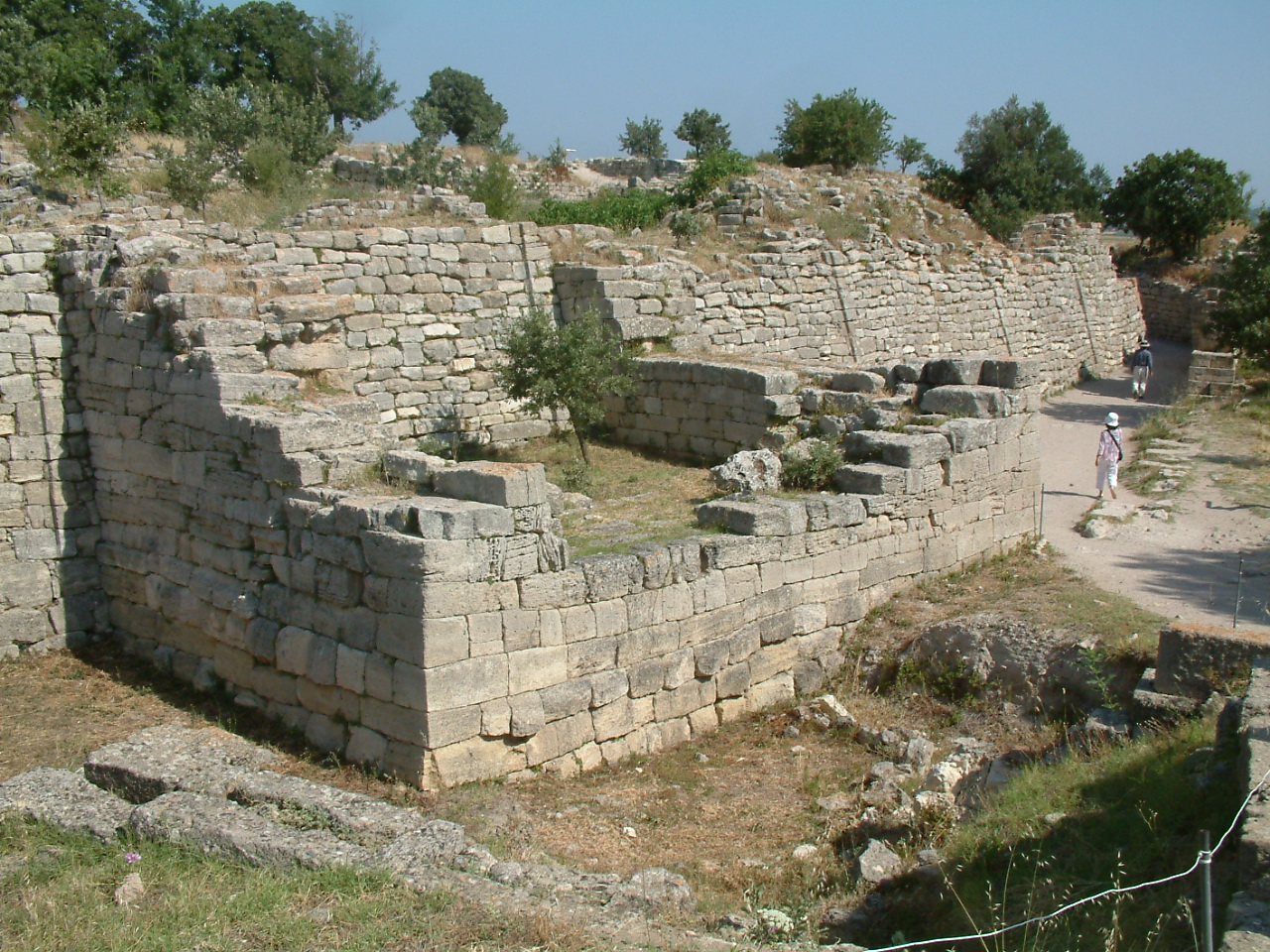
Руїни оборонних мурів Трої

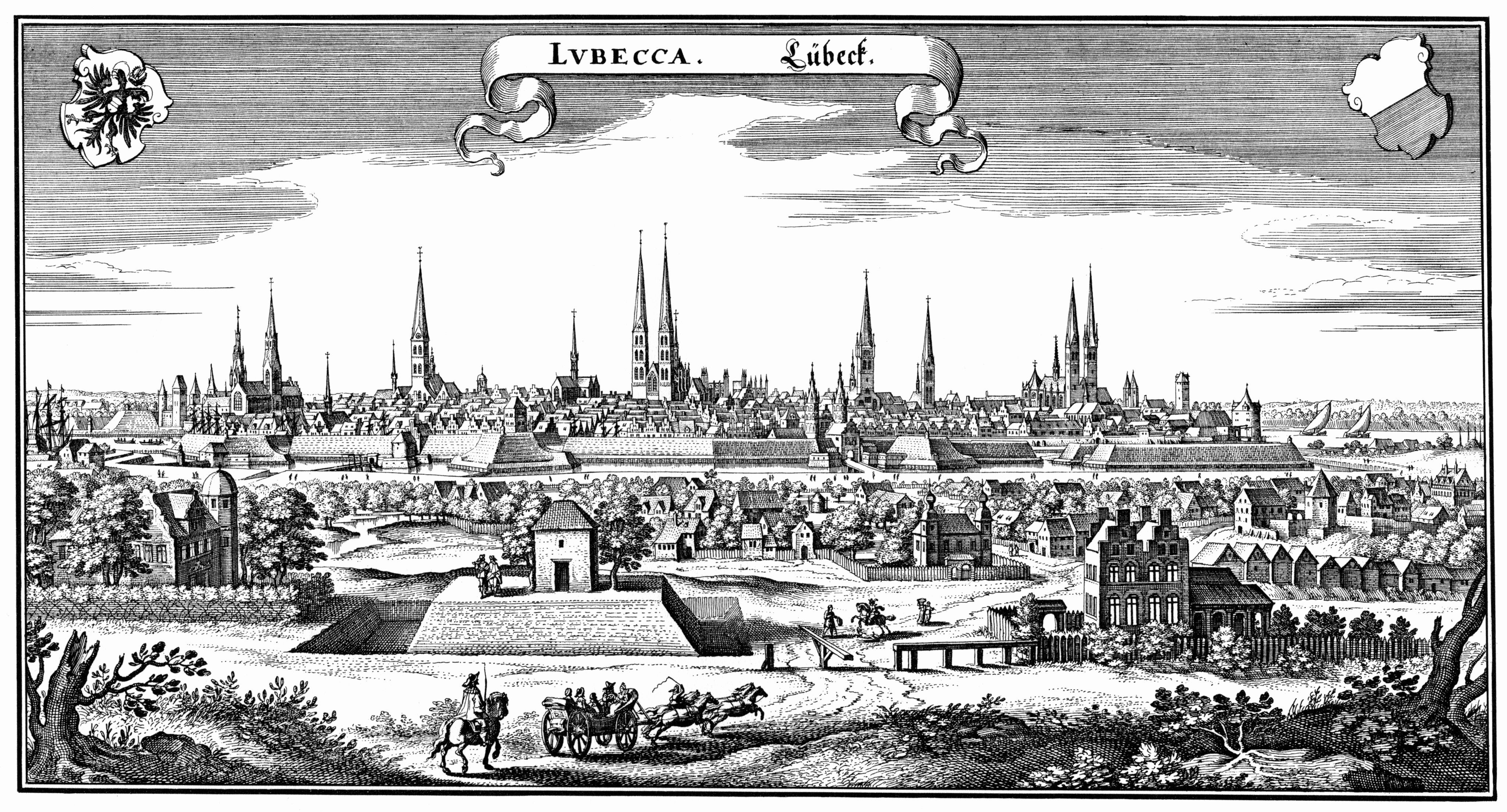
Любек, вид міста в 1641 році

Найстаріші згадки про міське поселення (приблизно 9000 до н. е.) відносяться до кам'яної доби. Найстаріші міста світу розташовані:
- в Малій і Західній Азії — Єрихон (Західна Азія, сучасна Палестина) та Чатал-Гуюк (у Малій Азії, з приблизно 6000 до н. е., територія сучасної Туреччини), Троя (приблизно від 3000 до н. е., територія сучасної Туреччини), Мілет (з 3-го тисячоліття до н. е., територія сучасної Туреччини), Єрусалим[22] (близько 1850 року до н. е., територія сучасної Ізраїля)
- в Месопотамії (приблизно з 4000 до н. е., територія сучасних Іраку та Ірану) — Урук (приблизно з 3300 до н.е.), Сузи (близько 3500 до н. е., територія сучасного Ірану), Ур (приблизно з 2500 до н. е.), Вавилон (приблизно від 1800 до н. е.)
- Стародавній Єгипет (приблизно з 2500 до н. е.) — Мемфіс[22] (приблизно від 2500 до н. е.), Фіви (приблизно з 1500 до н. е.)
- Стародавня Греція— Коринф (з 10-го століття до н. е.), Афіни (з 7 століття до нашої ери, розквіт приблизно з 500 до н. е.), Тіра (кінець 6— початок 5 ст. до н. е.)
- Епоха еллінізму — Александрія (приблизно з 400 р. до н. е., територія сучасного Єгипту)
- Римська імперія — Рим (з середини 8 століття до н. е., територія сучасної Італії), Трір (римське військове поселення, приблизно з 30 до н. е., територія сучасної Німеччини), Кельн (50 р. н. е., римське поселення, територія сучасної Німеччини)
- Візантійська імперія — Візантій (заснований у 7 столітті до н. е., пізніше на його місці побудована столиця Східної Римської імперії Константинополь, з часів Османської імперії: Стамбул, територія сучасної Туреччини), Салоніки (від 315 до н. е., територія сучасної Греції)
- Середньовіччя— Кельн (1180 року найбільше німецьке місто, було за величиною порівняне з Єрусалимом, Константинополем і Римом, територія сучасної Німеччини), Любек (столиця Ганзейського союзу, з 1200, територія сучасної Німеччини), Мілан (столиця Ломбардської Ліги, територія сучасної Італії)
- Епоха Ренесансу — Венеція (з 1300, територія сучасної Італії), Флоренція (приблизно з 1400, територія сучасної Італії)
- Ісламська історія — Персеполіс (приблизно з 600 до н. е.,територія сучасного Ірану) Багдад (створено приблизно 750, територія сучасного Іраку), Ісфахан (старе місто засноване ще за перських часів, близько 600 рік до н. е., територія сучасного Ірану), Тімбукту (приблизно з 1400 року — кінцева точка верблюжих караванів, територія сучасної Малі)
- Давній Китай (приблизно з 1000 до н. е.) — Сіань (відправна точка Шовкового шляху і Великої Стіни)
- Стародавня Корея — Пхеньян (приблизно з 2300 до н. е.), Сеул (18 до н. е.)
- Стародавня Японія — Кіото (з 200 року нашої ери)
- Стародавня Індія — Хараппа (приблизно від 4000 до н. е., територія сучасного Пакистану)
- Стародавня Східна Азія — Ангкор (величезне місто-храм, з 500 н. е., територія сучасної  Камбоджі)
- Доколумбівська Америка — Теотіуакан (з 500 р. до н. е., територія сучасної Мексики), Чан-Чан (найбільше американське давнє місто, приблизно з 1000 року, територія сучасної Перу)

## Особливості структури міста

### Місцерозташування
Розташування міста залежить від природних, технологічних, економічних та військових умов. Однак, доступ до води довгий час був основним фактором створення та зростання міст. Й незважаючи на винятки, які уможливили появу залізничного транспорту в дев'ятнадцятому столітті, сьогодні більшість міського населення світу живе біля узбережжя або на річці. Розташування на узбережжі морів або рік міст дає економічні переваги, бо водні перевезення по річках і океанах завжди були дешевшими.
При формуванні міст враховувалось те, що міські райони, не можуть вирощувати власну їжу і тому повинні розвивати певні відносини з сільської місцевістю. Таким чином, центральне місце в виробничому регіоні теоретично буде утворюватися у оптимально досяжних місцях, орієнтуючись на транспортну систему.

### Міська інфраструктура

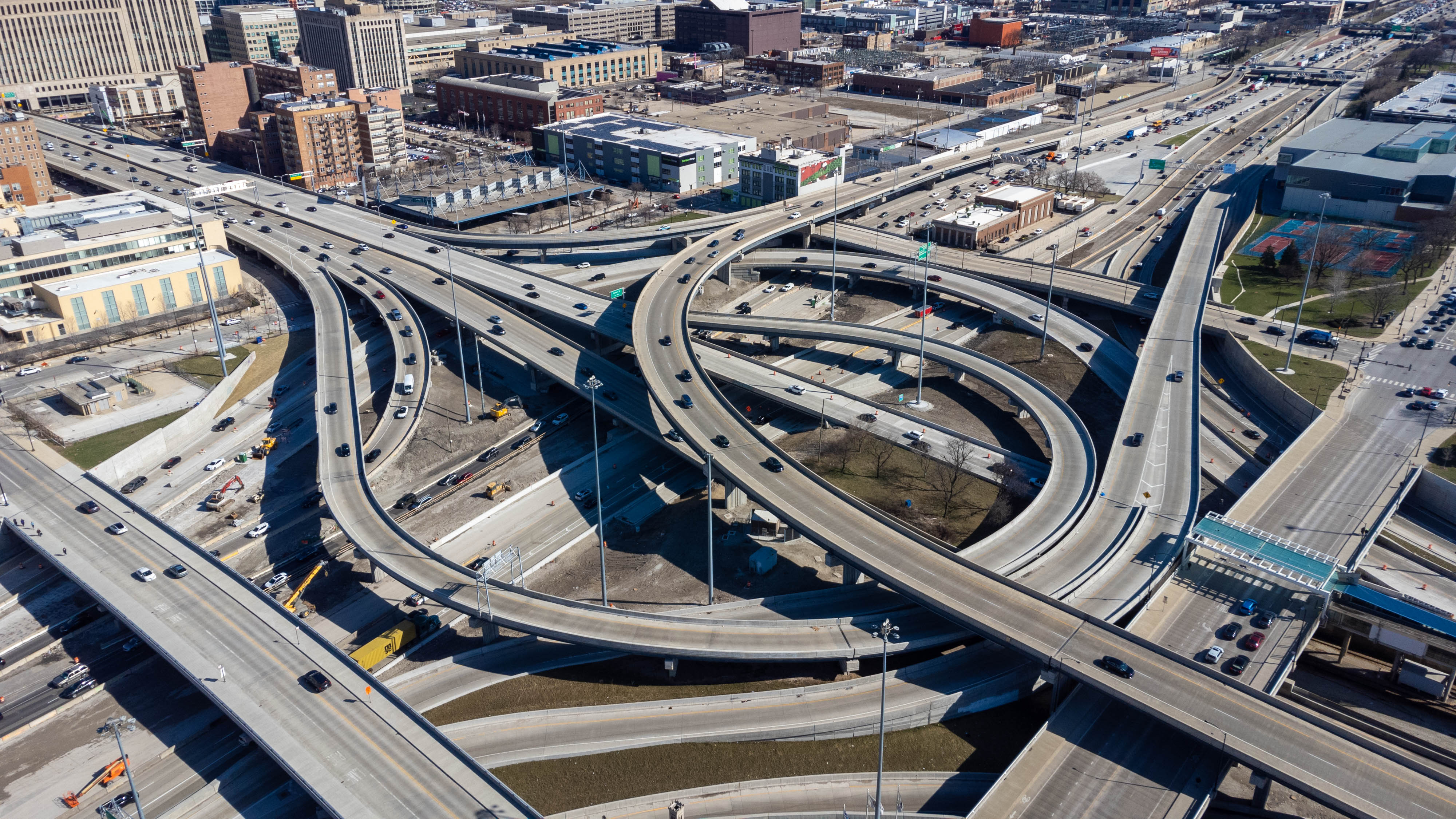
Транспортна розв'язка у центрі Чикаго, штат Іллінойс, США

Структури міста повинні бути адаптовані до експансивного розвитку території і можливої зміни потреб містян.
Складові міської інфраструктури:
- Будівлі, будинкові блоки, двори, квартали, міські райони
- Центр міста, околиці, промислова зона, бізнес-зона, зони відпочинку
- Транспортна система (громадський транспорт, дорожня мережа,тротуари і велодоріжки, пішохідні зони)
- Комунальні служби (водопостачання та системи водостоку, каналізація, електропостачання, газові мережі, телекомунікації)
- Утилізація відходів міста.

Міська інфраструктура в ідеалі обслуговує всіх жителів однаково, але на практиці може виявитися нерівномірною — у деяких містах є чіткі альтернативи першого та другого класу. Наприклад, такі диспропорції спостерігаються у Мумбаї, Ріо-де-Жанейро.

### Схеми міст

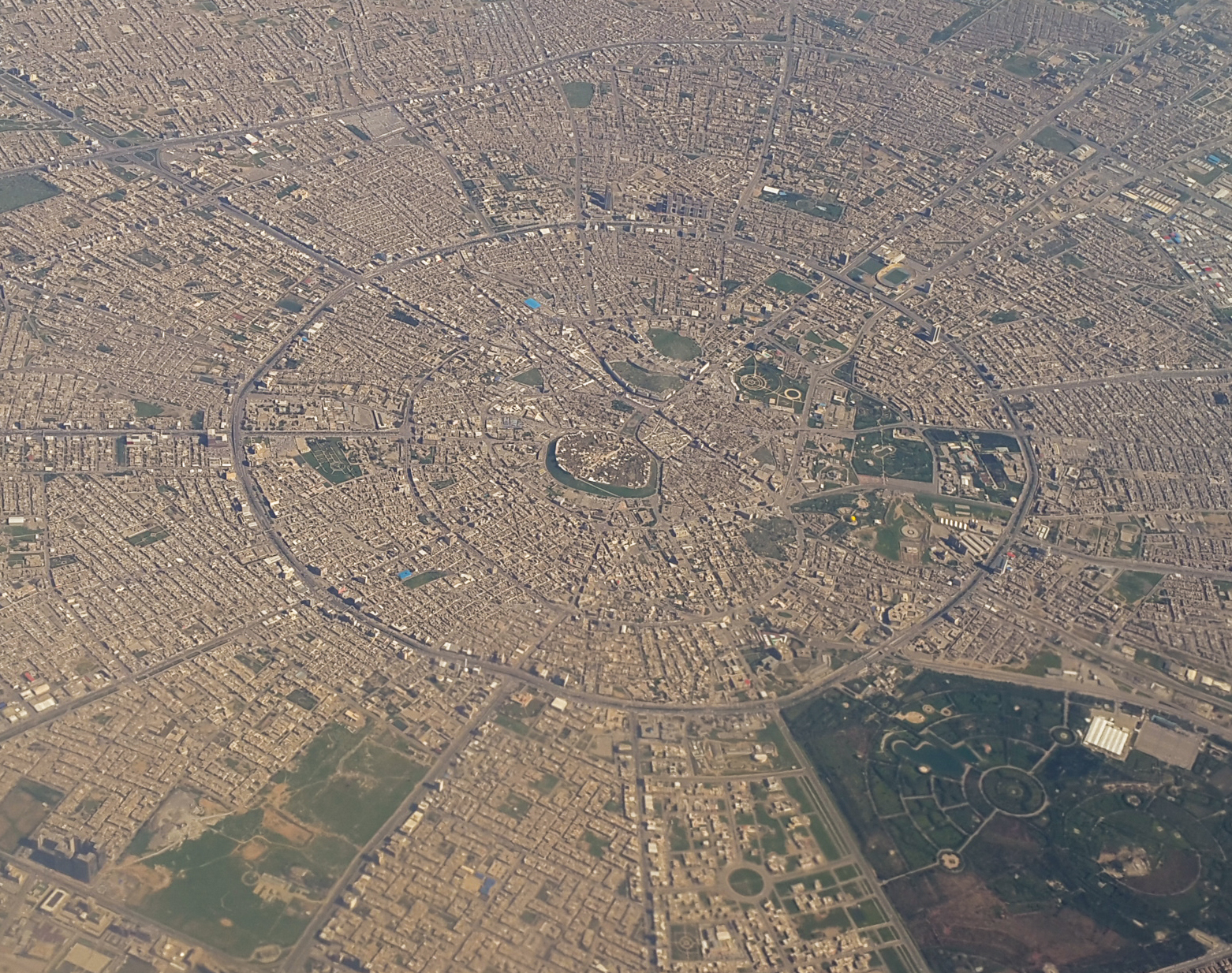
Місто Ербіль в Курдистані має радіальну міську структуру з стародавньою фортецею у центрі

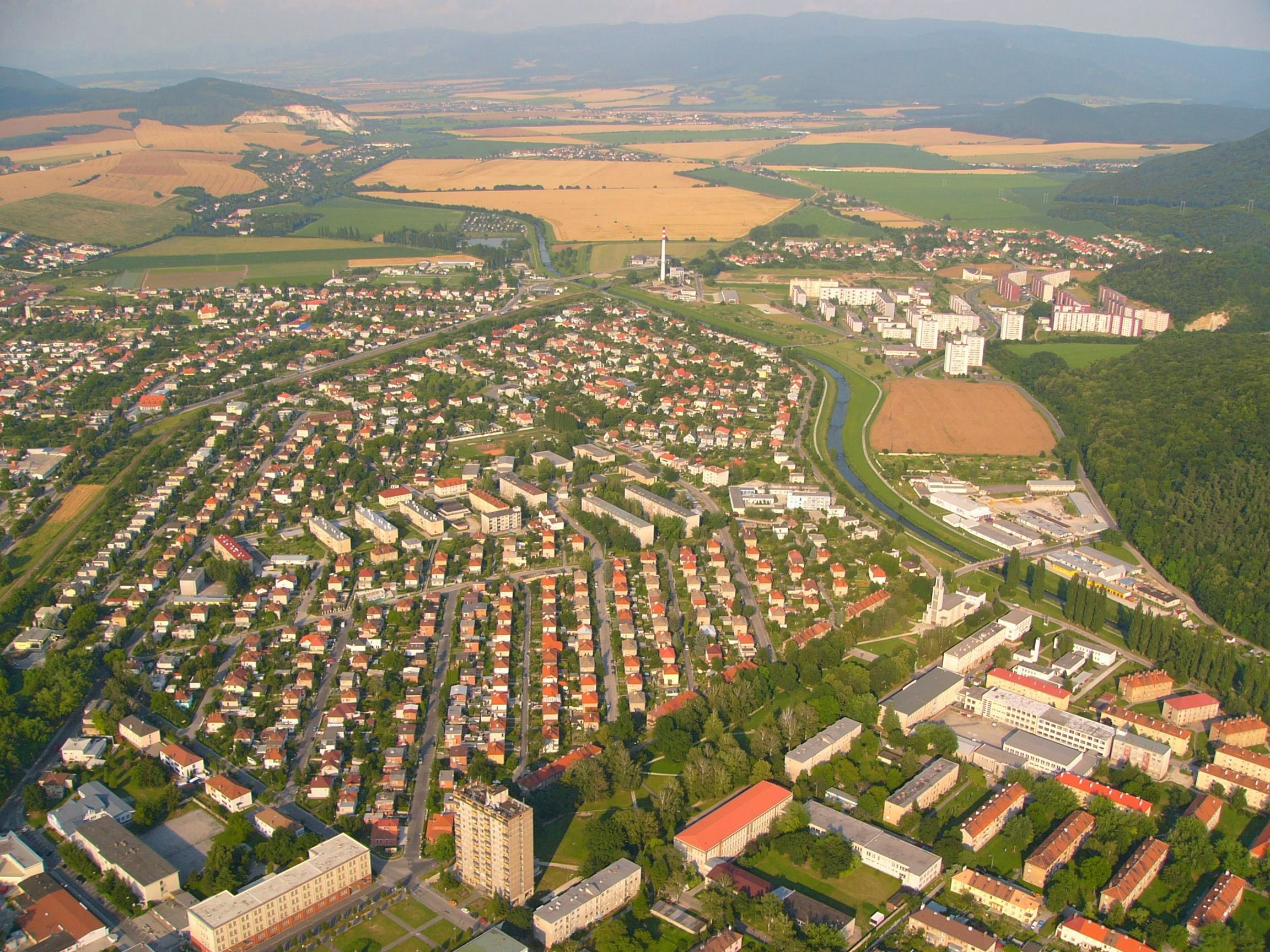
Місто Партизанське в Словаччині — приклад типового планомірного європейського промислового міста,

Міська забудівля зазвичай дотримується однієї або кількох основних схем: природні, радіальних, концентричних, лінійних. Природні умови були і першопричиною вибору місця для розташування давнішніх поселень. Природні схеми забудови міста ґрунтуються на особливостях природних ландшафтів території (характеру рельєфу, наявності водних басейнів, їх розмірів та конфігурації). У радіальній схемі головні дороги сходяться в центральній точці. Ця форма могла розвиватися в результаті послідовного зростання міста протягом тривалого часу. Зазвичай у центрі такого міста розташовано сліди давнішніх міських стін і цитаделей, що позначають кордони старих міст. У новішій історії такі форми доповнювалися кільцевими дорогами, що переміщували рух по околицях міста. Таку схему планування мають Рим, Париж, Москва. В Україні — це Київ, Харків та Суми.
Система прямолінійних міських вулиць і земельних ділянок, тисячоліттями використовується в Азії, Європі та Америці. Зазвичай сітка перпендикулярних вулиць орієнтується за сторонами світу, що ділять простір на рівні квадрати. Хорошими прикладами цього є діаграми Чикаго та Сіетла з чіткою орієнтацією вулиць у північно-південному та західно-східному напрямках. В Україні Черкаси та Херсон за своєю схемою планування нагадують систему прямолінійних міських вулиць.

### Управління містом
Адміністрація міст у кожній країні має своє найменування: муніципалітет, міська рада, ратуша або префектура. Відповідно до повноважень, наданих національним законодавством країни, ці організації відповідають за містобудування, за управління системою громадського транспорту, шкільною системою, поліцією, пожежними підрозділами тощо. Голову адміністрації міста, як правило обирають всенародним голосуванням (при демократичних режимах). Він, як правило, представляє інтереси містян перед вищою ієрархічною владою, а також заохочує місцеву політику, спрямовану на покращення якості життя у місті.
Бюджет міста, як правило, складається з національних коштів і певних власних доходів, таких як дозволи на торгівлю, дозволи на будівництво або окремі податки.
Деякі великі міста зазвичай адміністративно поділяються на комуни, райони або округи, які мають відповідні адміністрації.

### Економіка
В даний час економіка міст є загальною і дуже різною, вона може різнитися між містами навіть однієї країни. Оскільки міська економіка ніколи не базується виключно на певному економічному секторі, багато міст залежать переважно від одного або кількох секторів економіки. У великих містах переробна промисловість майже завжди є одним з основних джерел доходу. У розвинених країнах найбільшою економічною діяльністю в містах є сфера послуг. Такі міста, як Нью-Йорк, Токіо, Лондон, Париж та Гонконг, є основними фінансовими центрами, де ця діяльність є основним джерелом доходу міста. В інших містах, таких як Рим, Квебек і Фос-ду-Ігуасу найбільша зайнятість населення приходиться на туризм. У країнах, що розвиваються в містах більша кількість людей працюють у промисловості. Багато міст мають дуже диверсифіковану економіку, тобто всі сектори мають приблизно однакове значення. Такі міста менш вразливі до економічного спаду, ніж міста, які покладаються на один або кілька конкретних секторів економіки. Приклади таких міст: Чикаго, Гонконг і Торонто.
Забезпечення економічного зростання міста — це впровадження нових технологій у виробництві, створення кращих умов для підприємницької діяльності, підвищення ефективності використання бюджетних коштів, ефективне використання електроенергії, забезпечення зайнятості працездатного населення, формування сучасної туристичної інфраструктури.

### Культура та комунікації
Міста, як правило, є центрами освіти та мистецтва. В них розташовані університети, музеї, храми та інші культурні установи. Міста мають особливу архітектуру, урбанізовані ландшафти. Хмарочоси, що забезпечують тисячі офісів або будинків у межах невеликої площі та помітні за багато миль, стали знаковими міськими об'єктами. Завдяки статусу центрів культури та письменності міста характеризують як осередки цивілізації, світової історії та соціальних змін. Велика щільність населення в містах забезпечує ефективну комунікацію та передачу новин через вісники, друковані прокламації, газети та цифрові засоби масової інформації. Сьогодні просування культурної діяльності міста поєднується з формуванням стратегії розвитку; залучення бізнесу, інвесторів та туристів. Бренди міста (які включають задоволення містом і лояльність до міста) мають велику економічну цінність (порівнянну з цінністю товарних брендів). Театри. концертні зали, цирки серед інших форм культурної мережі приваблюють і розважають людей. В кожному великому місті проводяться фестивалі, ярмарки, змагання різноманітних рівнів. Спорт також відіграє важливу роль у брендуванні міста та формуванні місцевої ідентичності.

## Сучасні міста
Сучасні міста поділяються на малі (до 50 тис. жителів), середні (50-250 тис.), великі (250—500 тис.), значні — (500 тис.—1 млн), найзначніші або міста-мільйонери — понад 1000 тис. осіб. У 2021 році у світі налічувалося 1170 найбільших міст, з яких 557 міст-мільйонерів.

### Найбільші міста світу
Найбільші міста світу:
1. Токіо (населення: 37 435 191),
2. Делі (населення: 29 399 141),
3. Шанхай (населення: 26 317 104),
4. Сан-Паулу (населення: 21 846 507),
5. Мехіко (населення: 21 671 908),
6. Каїр (населення: 20 484 965),
7. Дакка (населення: 20 283 552),
8. Мумбаї (населення: 20 185 064),
9. Пекін (населення: 20 035 455),
10. Осака (населення: 19 222 665)[29].

Поблизу багатьох великих міст виникають міста-супутники. Часто міста і міста-супутники об'єднуються, утворюючи агломерації, які можуть бути об'єднані в мегалополіси. На цей час найбільшим у світі мегалополісом є Токіо.

### Мегалополіси

Пудун — один з найбільших мегаполісів світу, Китай

Сучасний прояв урбанізації — формування мегалополісів. Як правило, мегаполіси виникають внаслідок з'єднання агломерацій в єдиний міський район. Наприклад, мегалополіс Токайдо в Японії об'єднує міста від агломерацій Токіо до Осаки-Кобе-Кіото та має 83 мільйони людей, що становить 70 % населення країни.
Однак мегалополіс це не тільки єдина суміжна урбанізована територія. Необхідно, щоб міста, які утворюють мегалополіс, мали високий ступінь інтеграції один з одним. Найбільшим з мегалополісів світу є Блакитний банан у Західній Європі, в якому мешкає 110 млн осіб (2011 рік).

### Світові міста

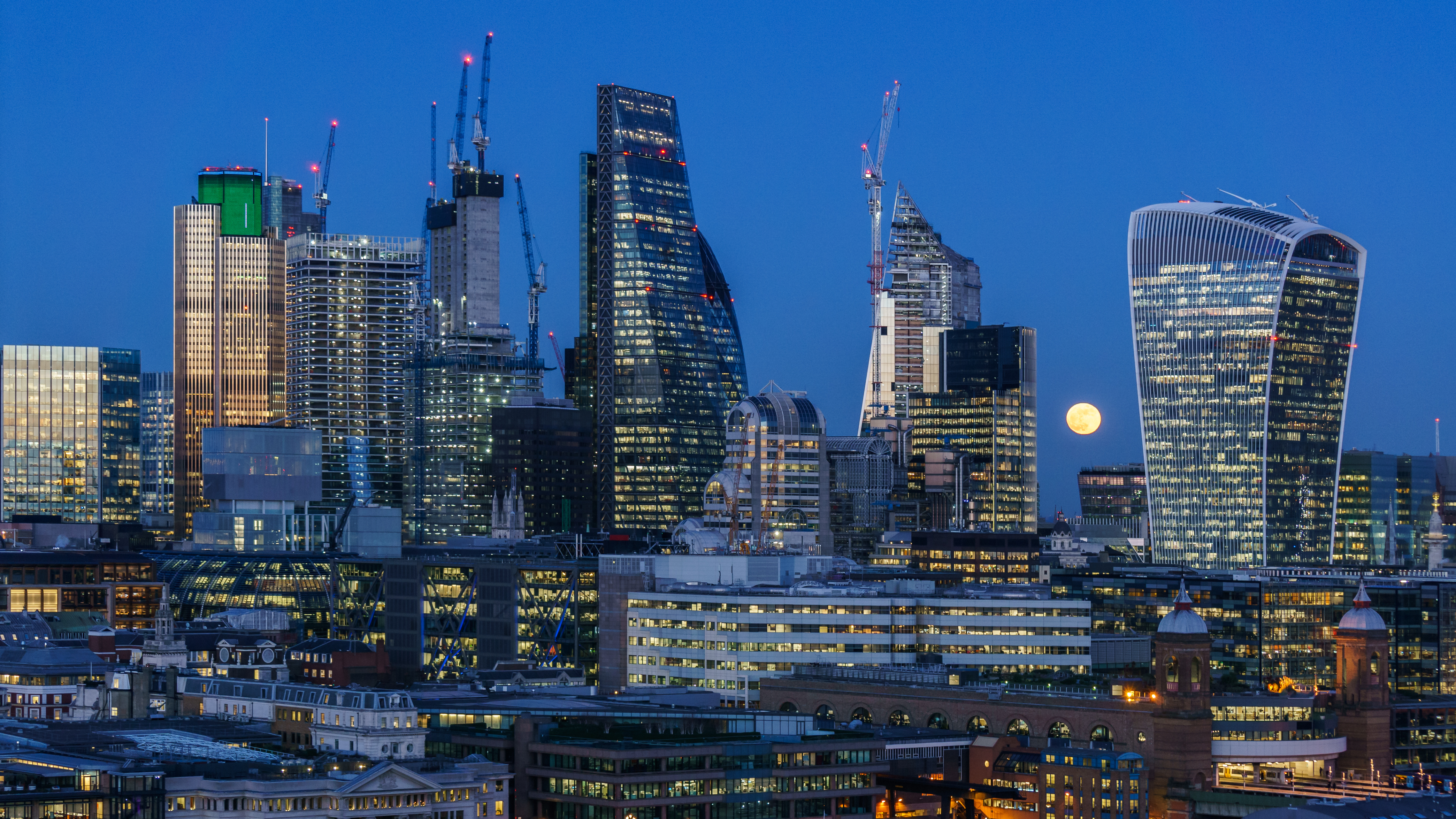
Лондон, столиця і найбільше місто Сполученого Королівства — Світове місто

Світове місто — це великий банківський, комерційний, фінансовий, політичний та промисловий центр. Світове місто відрізняється від великих міст своїм впливом на регіональному, національному та міжнародному рівнях. Поняття глобального міста розглядає місто як зону, де зосереджені людські навички, фінансові можливості та різноманітні технології. Чим більше місто здатне зосередити потрібні ресурси, тим воно могутніше.
Глобальні рейтинги визначення Світових міст численні. Зведені індекси показують, що за період 2019—2021 років — Лондон, Нью-Йорк, Токіо, Париж, Сінгапур, займають перші позиції в рейтингах Global Cities Index, ING Most Talked, Global Power City Index та інших. Більшість світових міст розташовано у Північній Америці та Європі.

### Малі та середні міста
Малі і середні міста мають суттєві відмінності від великих міст та мегаполісів: у них інша економіка, ресурси, інвестиційна привабливість та соціальні проблеми, Довгострокове процвітання малих і середніх міст залежить від того, наскільки розвинена в них інфраструктура і наскільки вона готова взяти на себе навантаження нового основного виробництва. Що більше розвинена інфраструктура (допоміжне виробництво), то гнучкішою є вся економіка міста, тим на міцнішій основі базується його економічний розвиток і процвітання. Розвиток малого і середнього бізнесу є вагомим джерелом наповнення дохідної частини міського бюджету та створення нових робочих місць.

### Міста України
Більшість міст України належать до категорії малих і середніх. Малі й середні міста переважно є центрами однойменних адміністративних районів, наприклад, Скадовськ у Херсонській, Лозова у Харківській області. Міста-мільйонери України: Київ, Харків та Одеса, а значні — Дніпро, Львів, Донецьк.

## Статус міста у різних країнах
Не існує світового стандарту, який би визначав поняття «місто». У різних країнах існує відмінний формальний та неформальний поділ на села та міста, а також розділення міст за величиною. В Україні розрізняються населенні пункти на села, селища міського типу (неформально містечка) та міста. У англійській та іберійських мовах поширено триступеневий поділ на місто, містечко та село (англ. city, town, village; порт. cidade, vila, aldeia; ісп. ciudad, villa, pueblo). Інші романські мови мають лише двоступеневий поділ (фр. ville, village). Право на використання назви місто в Європі залежить не безпосередньо від кількості жителів у населеному пункті, а від муніципального права. Наприклад, хорватське місто Хум має близько 17 жителів).

### Австралійський Союз
В Австралії станом на 2020 рік 86,2 % населення мешкає в містах. У державі містами вважаються усі населені пункти з чисельністю від 1 тис. мешканців, але багато малих міст країни мають населення менше ніж 200 осіб. Австралійські міста почали будуватись біля 200 років тому. Вони будувались за генеральним планом перпендикулярних вулиць зорієнтованих за сторонами світу. Великих міст у країні тільки чотири: Сідней — 4,92 млн осіб, Мельбурн — 4,96 млн, Брисбен — 2,4 млн, Перт — 2 млн, Аделаїда — 1,3 млн. (2020) Столиця країни не є найбільшим містом. Канберра в 1908 році була спеціально визначена столичним містом, для виконання адміністративних функцій. Зараз в Канберрі мешкає 457 000 осіб.

### Австрія
Статистичне управління Австрії використовує діапазон від 40 000 до 100 000 жителів для середніх міст, для малих міст — менше 40 000 осіб, а великих міст — більше 100 000 осіб. З 240 міст Австрії 15 є статутними містами. Статутні міста — міста зі своїм муніципальним правом (статутом). Крім муніципальних завдань (наприклад, будівельні органи), магістрат також бере на себе завдання районної адміністрації (наприклад, паспортні та торгові органи) Статутне місто має налічувати не менше 20 000 жителів, але є 12 статутних міст з населенням понад 20 тис. жителів.

### Болгарія

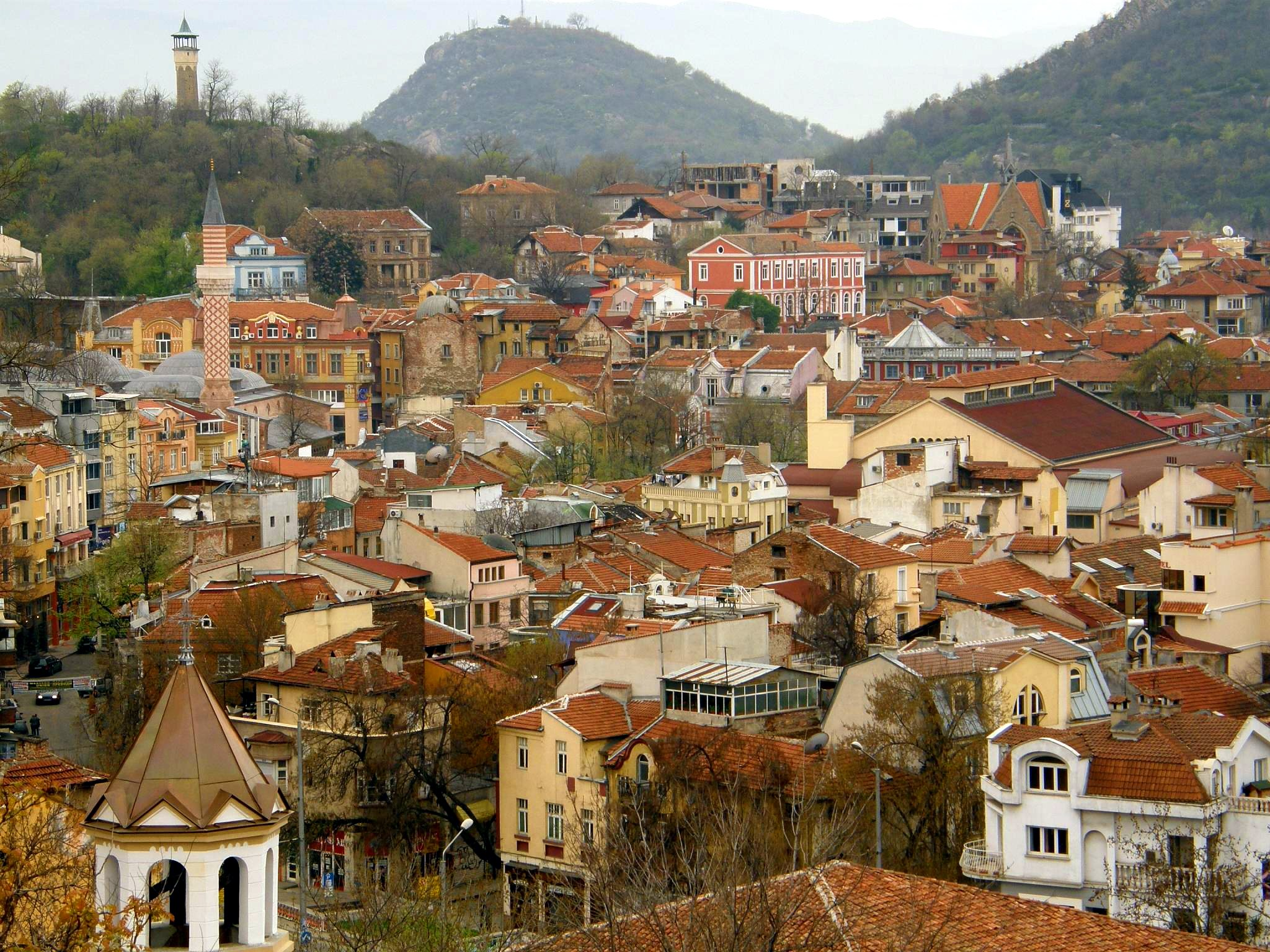
Пловдив, Болгарія

У Болгарії надає чи знімає статус територіальної одиниці Рада міністрів, а президент Болгарії надає кожному поселенню його назву. Під «великими містами» зазвичай розуміють поселення з населенням більше 200 тисяч осіб. Це Софія, Пловдив, Варна та Бургас. Міста, у яких менш населення однак вони мають відносно розвинену інфраструктуру також включаються до великих міст. Наприклад, Русе та Стара Загора.
З 2005 року введена норма, згідно з якою, щоб населений пункт став містом, він повинен мати розвинену соціальну і технічну інфраструктуру та населення понад 3500 осіб (у курортних містах— понад 1000).

Деякі міста країни мають власний статус з історичних та культурних причин (Мелник з населенням 358 осіб), або з політичних причин (Правец, Каблешково та ін).

### Бразилія
У Бразилії визначення «місто», відповідно критеріям муніципальних органів влади, відповідає муніципалітету. В Бразилії існує міська ієрархія, яка відображає ступінь підпорядкованості, впливу та відношень, що існують між містами. У 2018 року міська ієрархія країни була розшарована на чотири рівні з підрівнями на кожному. Це: метрополії (підрівні — великий національний мегаполіс, національний метрополіс і метрополіс), регіональні столиці (підрівні — А, Б і В), субрегіональні центри (підрівні А і Б) і зональні центри (підрівні — А і Б). У класифікації метрополії у підрівні «великий національний мегаполіс» входить одне місто країни — Сан-Паулу, а в підрівні «національний метрополіс» — Ріо-де-Жанейро та Бразиліа.

### Велика Британія
Статус міста у Сполученому Королівстві надається монархом за допомогою патентних листів або королівської хартії. Станом на 2014 рік у Сполученому Королівстві налічується 69 міст — 51 в Англії, 6 в Уельсі, 7 у Шотландії та 5 у Північній Ірландії. Хоча такий статус не має особливих прав, він може бути ознакою престижу.
До 19 століття статус міста в Англії та Уельсі асоціювався з наявністю єпархіального собору. У 20 столітті було чітко визнано, що статус міста в Англії та Уельсі більше не буде пов'язаний з наявністю собору, і гранти, отримані з того часу, надавалися громадам за різними критеріями, включаючи чисельність населення. важливість або політичні зв'язки з королівськими особами.

### Данія
Формально, термін «місто» в Данії застосовується до поселення з кількістю жителів не менш 200, таз максимальною відстанню між будинками 200 м.

### Ізраїль
В Ізраїлі термін «місто» не є юридичним терміном, тобто всі міські поселення в Ізраїлі називаються «містами». Винятком із вищесказаного є термін «Місто розвитку», який застосовується до певних міст Ізраїлю. Ці міста, створені протягом 1950-і та 1960-ті років, вони були розроблені в основному як комерційні та транспортні вузли, що з'єднують сільськогосподарські поселення в периферійних північних і південних регіонах країни з основними міськими прибережними та центральними районами країни.

### Єгипет

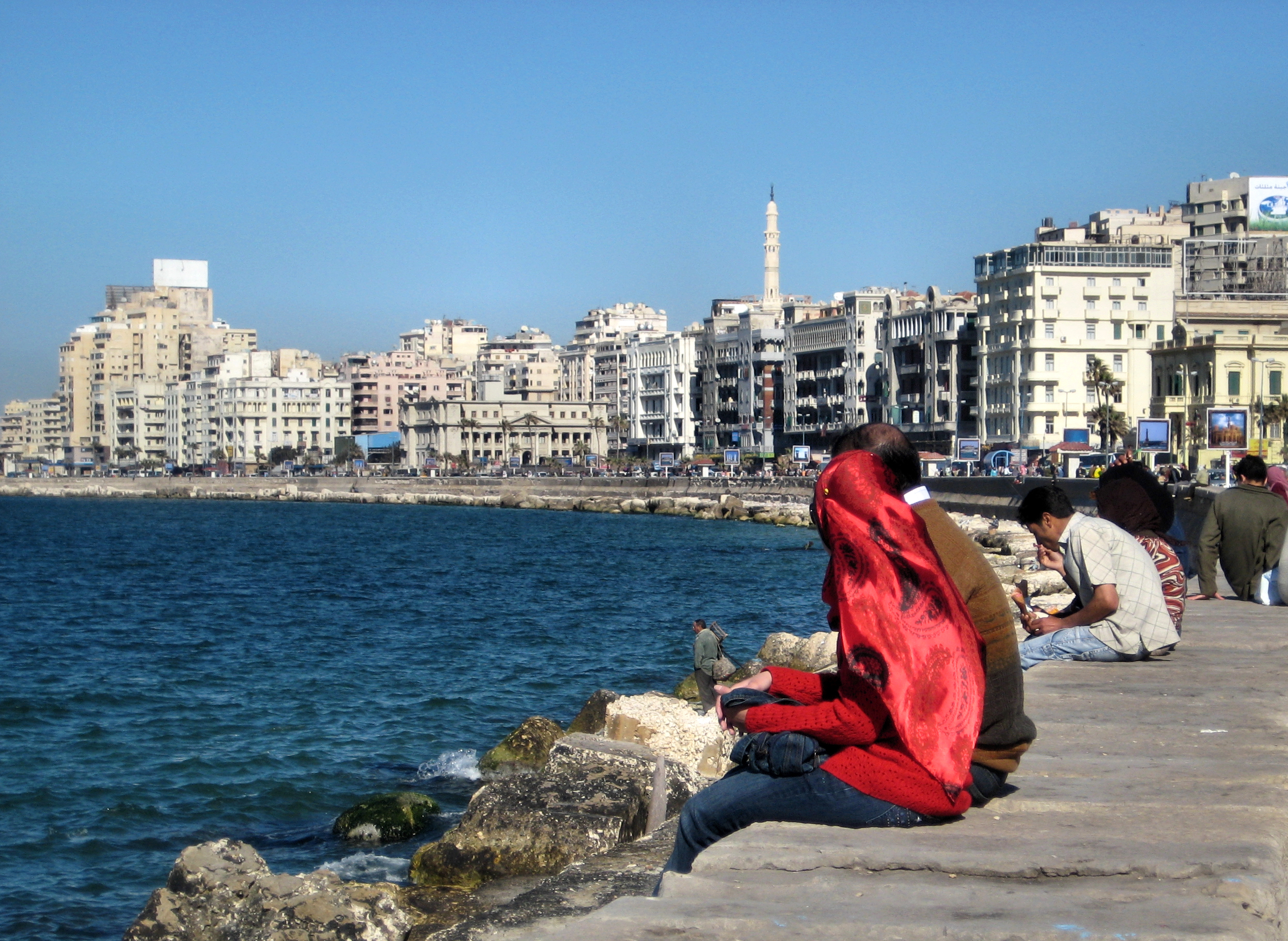
Александрія

### Індія
Перепис населення Індії 2011 року визначає міста двох типів: законні міста та міста перепису населення. Статутне місто — це населений пункт у якому є муніципалітет або міська рада.
Міста перепису визначаються як місця, які відповідають наступним критеріям:
1. Мінімальна кількість населення 5 тис. осіб
2. Принаймні 75 % чоловічого працездатного населення займається несільськогосподарською діяльністю
3. Щільність населення не менше 400 осіб/км2.[42]

Міста в Індії зазвичай повинні мають базову інфраструктуру: магазини, електрику, асфальтовані дороги, пошту, банк, телефонну станцію, середні школи, а іноді й декілька державних установ.

### Італія

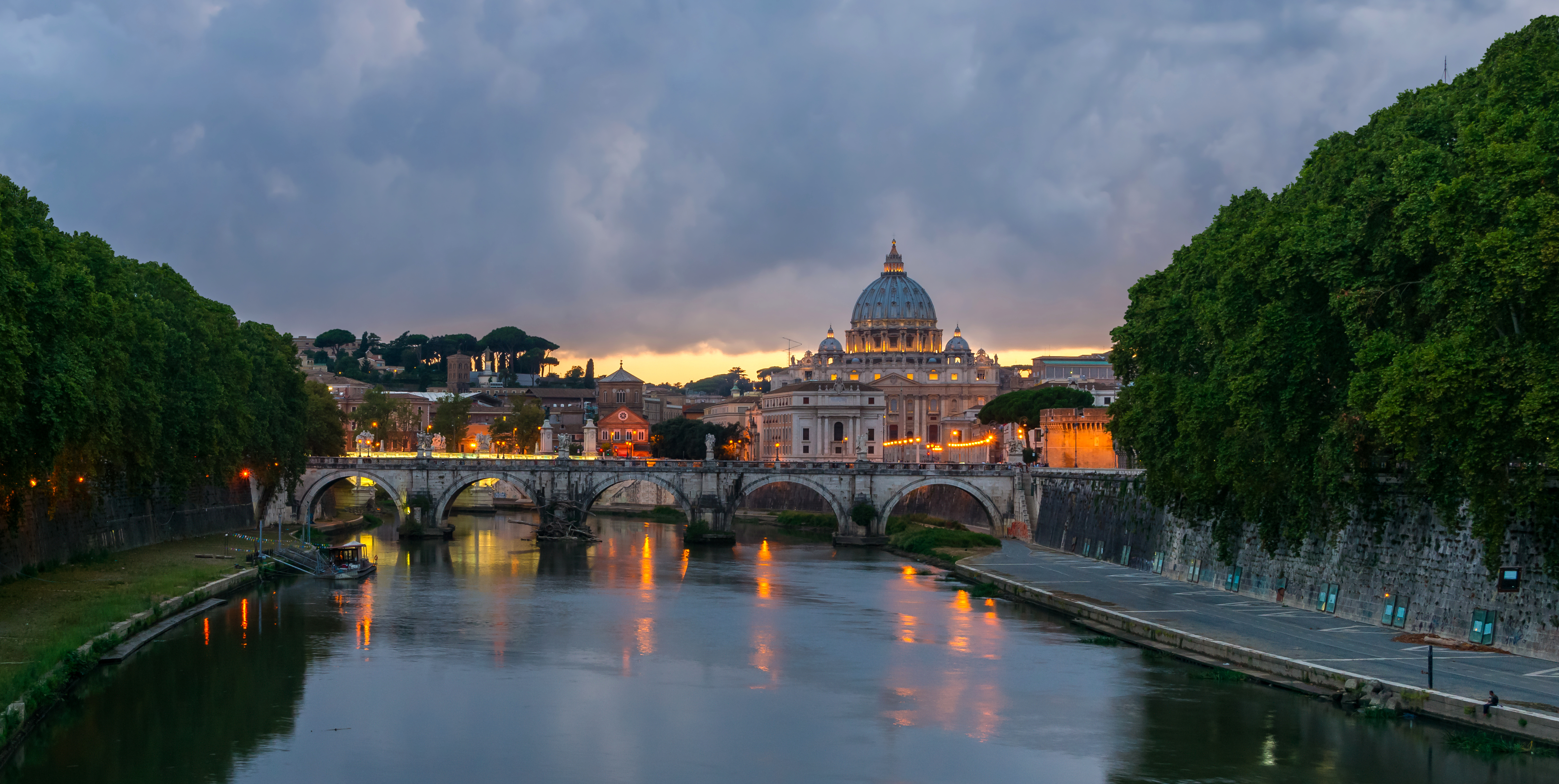
Рим, Італія

В Італії статус «міста» надається Президентом Республіки відповідним декретом. не існує юридичних визначень щодо того, як повинні класифікуватися поселення. Адміністративно міста управляються комунами, тоді як села можуть бути їх підрозділами. Різні міста і селища разом можуть утворювати агломерацію (area metropolitana), наприклад, такі як Рим, Мілан, Неаполь та Турин, Герби міст обов'язково мають вежу з золотою короною.

### Канада

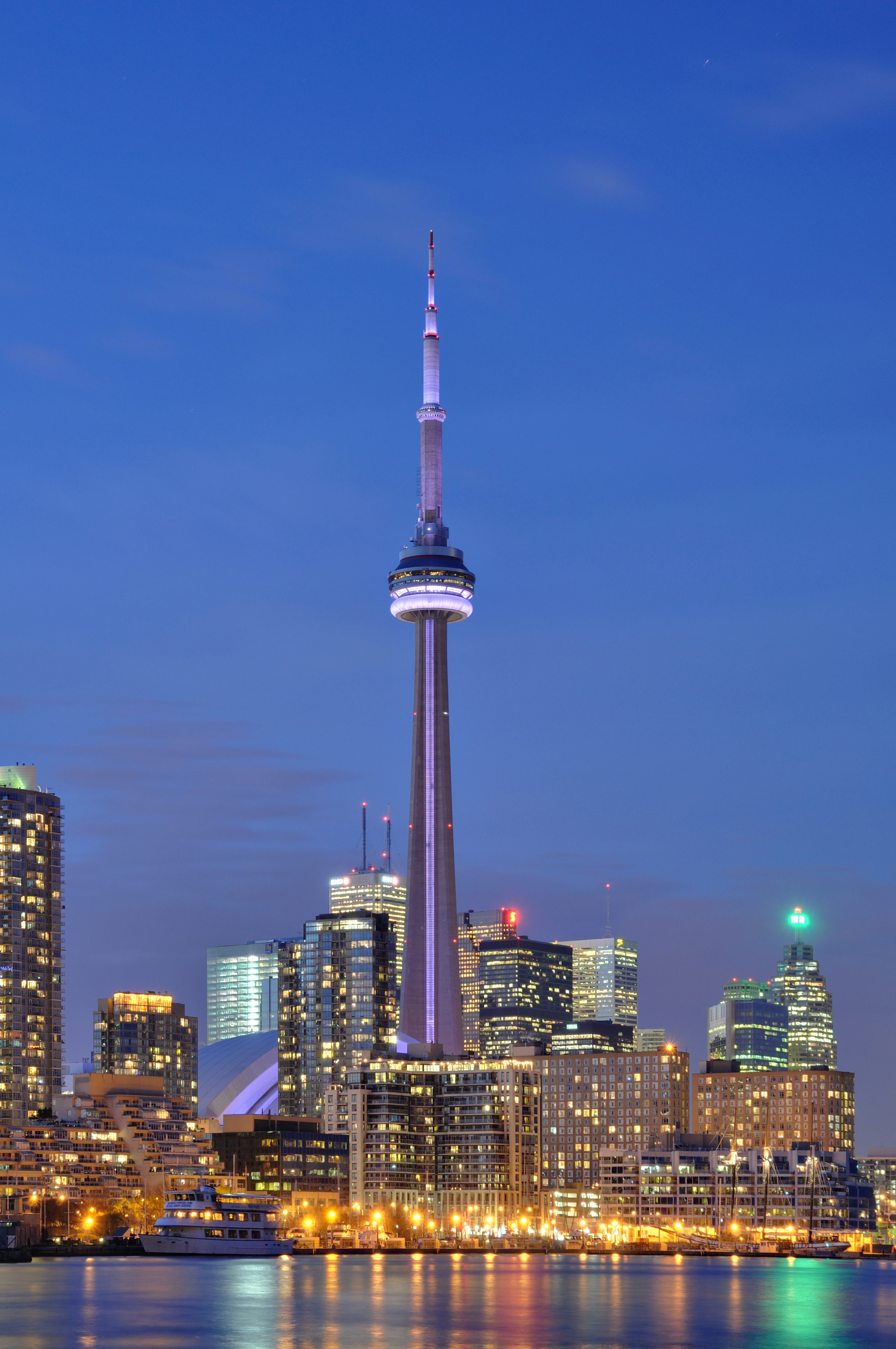
Торонто — найбільше місто Канади

У Канаді визначення і критерії міста у різних частинах країни істотно відрізняються. У Канаді міський населений центр має принаймні 1000 жителів і щільність населення 400 і більше осіб на км2. Усі території за межами населених пунктів відносять до сільських районів. Центральна міська зона — це міський район, що складається з одного або кількох сусідніх муніципалітетів, розташованих навколо центрального ядра, та має загальну кількість населення не менше 100 000 осіб.
У Британській Колумбії та Саскачевані місто повинно мати населення 5000 осіб, в Альберті, Нью-Брансвіку та Онтаріо — 10000 осіб, у Манітобі — більше 7500 жителів.
Провінція Квебек унікальна тим, що там не існує розрізнення та об'єктивних юридичних критеріїв, щоб зробити розмежування між містом та селом. Справа у тому, що у французькій мові немає проміжного рівня між селом і ville (муніципалітет — адміністративний термін, який зазвичай застосовується до юридичної, а не географічної особи), тому обидва вони об'єднані під єдиним правовим статусом ville.

### Польща
У Польщі статус міста надається винятково адміністративними рішеннями Уряду.
Великі міста є найбільшими населеними пунктами, які мають більше 100 тисяч жителів. Найбільші міста Польщі: Варшава, Лодзь, Краків, Гданськ, Познань, Вроцлав.
Невеликі міста — це населені пункти з кількома тисячами мешканців. Містами з населенням понад 100 тисяч мешканців керують президенти міст, меншими — бурмістри. Обидві посади займають особи обрані на безпосередніх виборах. Деякі населені пункти, як правило, залишаються селами, хоча в них населення більше, ніж у багатьох невеликих містах.
Є лише кілька (в основному історичних чи політичних) винятків, які дозволяли містам з населенням менше 100 тисяч людей мати президента. Наприклад, Болеславець, Гнєзно, Замості.

Великі міста утворюють окремий повіт, менші утворюють гміну або частину місько-сільської гміни.

### Португалія

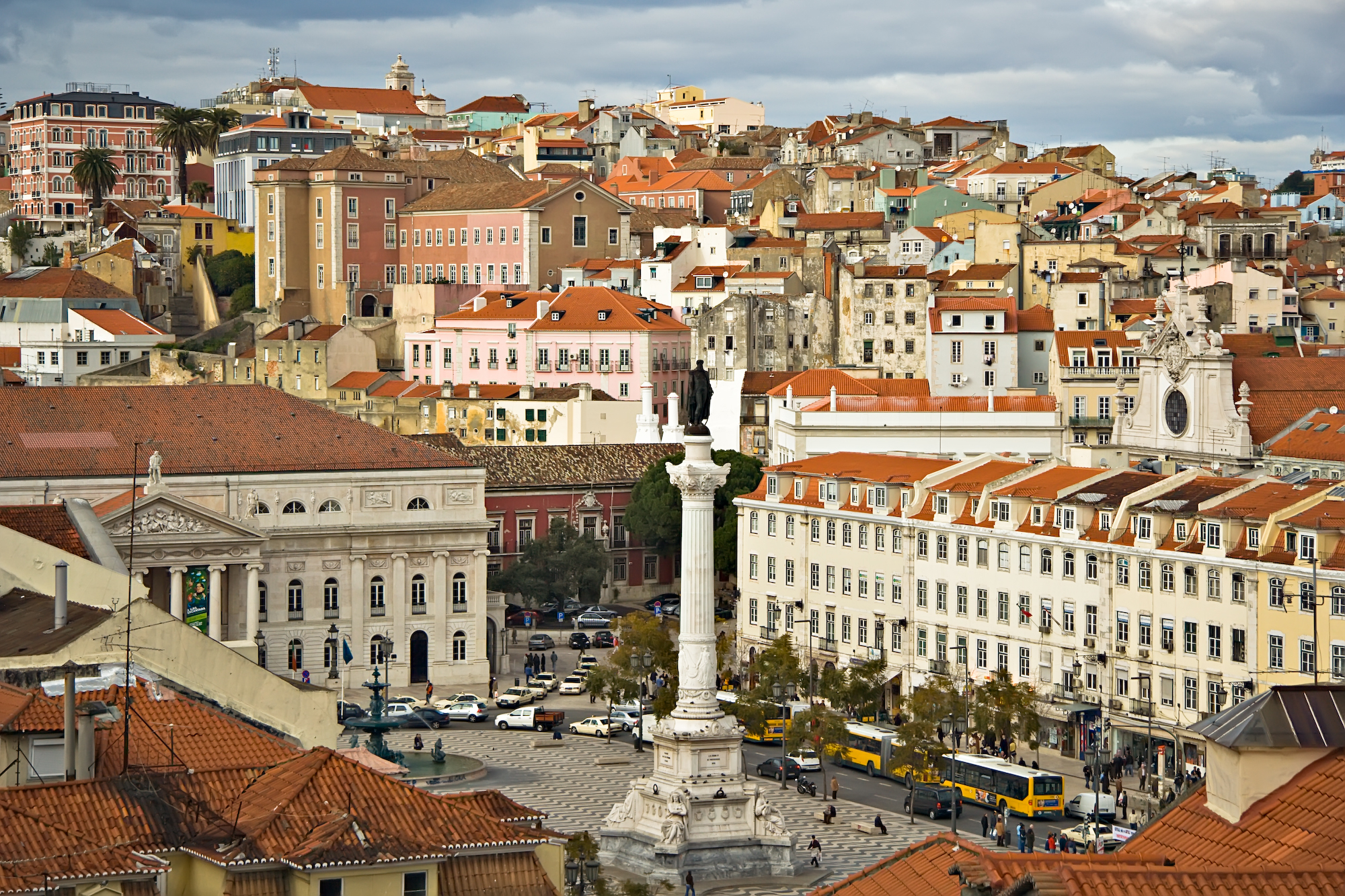
Лісабон, Португалія

У Португалії згідно закону місто повинно мати
- Приблизно 10 000 жителів
- Принаймні половину з таких послуг:
  - лікарню;
  - аптеку;
  - пожежну станцію;
  - театр або будинок культури;
  - музей;
  - бібліотеку;
  - готельні послуги;
  - початкову і середню школу;
  - громадський транспорт;
  - сад або міський парк
  - відділення банку.

Геральдика португальських міських поселень відображає статус міста за допомогою гербів з короною з різною кількістю веж.

В особливих випадках, поселенню може бути наданий статус міста, якщо воно має історичну, культурну або архітектурну значущість.

### Російська Федерація
У Росії статус міста визначається законодавством суб'єктів. Критерії, яким має відповідати населений пункт, щоб отримати статус міста, різняться в різних адміністративно-територіальних одиницях країни. Загалом, місто повинно налічувати понад 12 000 жителів та 85 % дорослих містян повинно працювати не в сільському господарстві. Найбільші міста Російської Федерації: Москва, Санкт-Петербург, Новосибірськ, Єкатеринбург.
також виділяються два типи міст: регіонального (обласного, крайового, республіканського тощо) та районного значення. Для районного значення потрібно місту мати населення не менше 10 тис. осіб, з них працюючи у промисловості та сфері послуг повинні становити не менше 85 %, а поселення повинно бути промисловим і культурним центром. Для міст обласного підпорядкування вимоги вище. Однак населені пункти, яким раніше було надано статус міста, але вони більше не відповідають критеріям, все ще можуть зберегти статус з політичних або культурно-історичних причин. Наприклад, Магас (найменше місто Росії), Чекалін, Верхоянськ.

### Сполучені Штати
Визначення «місто» у США сильно варіюється від штату до штату, і в багатьох штатах немає офіційного визначення. У деяких штатах термін «місто» належить до району населення, відмінного від інших за певним значущим виміром, як правило, населення або тип уряду. Станом на 2019 рік в Сполучених Штатів Америки налічується 10 міст з чисельністю населення більше мільйона та 304 міст з чисельністю населення більше 100 тис. мешканців

### Україна
В Україні населений пункт може отримати статус міста лише за окремим законом вищого законодавчого органу держави — Верховної ради України, якщо у населеному пункті проживає не менше 10 тисяч жителів, при цьому «переважна більшість» населення має бути зайнята у виробництві або сфері послуг. Хоча є й такі міста як Берестечко чи Угнів, які налічують менше 2 тисяч жителів, а міста Прип'ять та Чорнобиль взагалі не мають постійного населення.

### Франція
У Франції поділ населених пунктів на міста та села має неформальний характер. Французи, зазвичай, суб'єктивно відрізняють місто, яке має більш ніж 10000 жителів. Найбільші міста Франції: Париж, Марсель, Ліон, Тулуза.

Національний статистичний інститут Франції розрізняє міські райони які мають більш ніж 2000 жителів. Менші населені пункти зазвичай називають «селами».

### Швеція
Швеція скасувала офіційний юридичний термін міста у 1971 році. Використовується тільки слово муніципалітет. Статистичне управління Швеції офіційно визначає муніципалітет як міську територію з населенням щонайменше 10 000 жителів. З 2017 року він також визначає «велике місто» як муніципалітет з населенням щонайменше 200 000 осіб, з яких щонайменше 200 000 проживають у його центрі.

### Японія
В Японії статус міста надається таким поселенням, кількість мешканців яких перевищує 50 000 осіб та понад 60% населення працюють у «центрі міста». Сьогодні в Японії нараховується 782 міста. Проте цей статус не змінюється навіть за умови зменшення жителів міста. На відміну від сіл, міста не є складовими повітів, а на пряму підлягають префектурам, на території яких розташовані. Права міст визначені «Законом Японії про місцеве самоврядування» 1947 року.
Столиця Японії Токіо за офіційним статусом не є містом, а столичною префектурою. Кожен з 23 особливих районів Токіо мають статус і права як звичайне японське місто. Найбільші міста Японії: Йокогама, Осака, Нагоя.

## Проблеми міста

### Соціокультурні проблеми
Основними соціокультурними проблемами, з якими стикаються міста, є злочинність, бідність та конфлікти між різними етнічно- расовими та/або культурними групами.
Злочини, такі як пограбування, викрадення людей, споживання нелегальних наркотиків тощо, відбуваються не лише в містах. Однак ці злочини зазвичай більш виражені в містах, через велику кількість людей.
Бідність як соціальний показник має різні категорії визначення у різних по розвитку країнах, однак усюди бідні люди мають мінімальні ресурси для життя. Бідність є однією з найбільших проблем, з якими стикаються міста. Навіть у містах, розташованих у розвинених країнах, де більшість міських жителів мають високий рівень якості життя, у багатьох випадках значна частина їх мешканців живе за межею бідності. Бідність в основному спричинена відсутністю можливостей роботи (безробіття) та відсутністю належної освіти. Саме бідність у містах значною мірою пов'язана зі злочинністю. Люди, які не можуть утримувати себе і яких нехтує суспільство, іноді вдаються до злочинності як засобу підтримки, крадіжки, викрадення та/або торгівлі наркотиками. Прикладом є міста Південної Африки, які мають найвищий у світі рівень пограбувань, зґвалтувань і вбивств.
У більшості міст країн, що розвиваються, райони середнього класу та елітні райони розташовані в міському центрі міста, а бідні квартали та нетрі розташовані на околицях міста. Це також трапляється в деяких містах, розташованих у розвинених країнах, наприклад у Парижі. А у Сполучених Штатах, Великій Британії та Ірландії навпаки у старих районах міст (центр) зосереджується гетто та райони бідного класу, де зазвичай високий рівень злочинності. В інших містах, таких як Торонто, бідні квартали перемежовуються з багатими. Міська сегрегація (між багатими та бідними районами) не дозволяє вирішити проблему бідності навіть у середньостроковій або довгостроковій перспективі. Часто надмірна урбанізація спричиняє збільшення рівня бідності у містах. Певні урядові та неурядові групи — особливо в розвинених країнах — прагнуть пом'якшити проблему бідності в містах, надаючи можливості для роботи, належні освітні умови та фінансову допомогу тим, хто цього потребує.
Злочинність та правопорушення можуть мати етнічне та/або культурне коріння. У багатьох випадках етнокультурні групи міст вороже ставляться одна до одної через поділ території або зони впливу. Також етнічні групи можуть створювати злочинні банди та синдикати. У 2002 році в США серед ув'язнених 45.1 % були афроамериканці, а 18.1 % — латиноамериканці.

### Проблеми навколишнього середовища

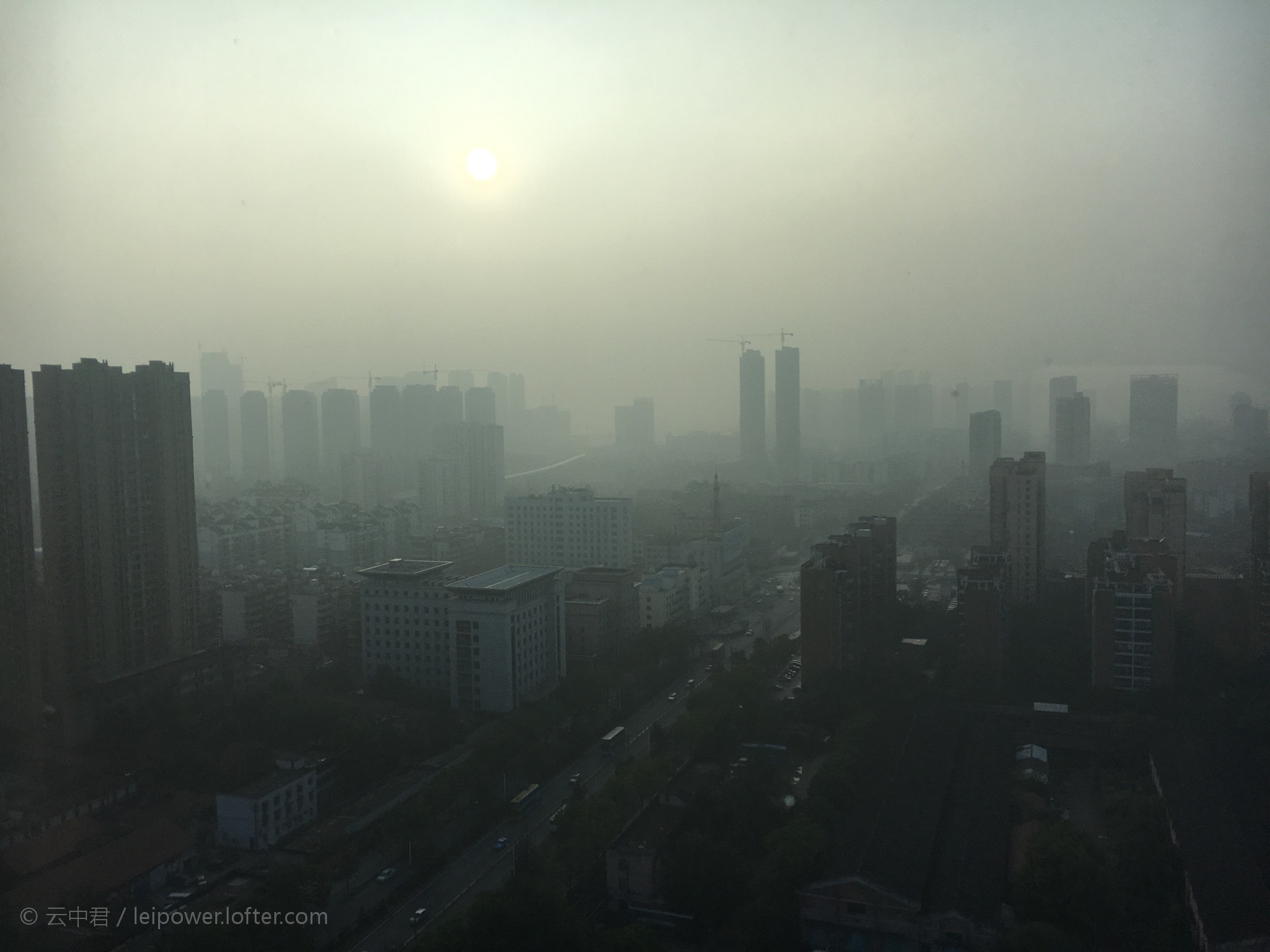
Смог у місті Ухань, Китай

Великі міські райони мають свій власний мікроклімат через метеорологічне явище назване фахівцями як «міський тепловий острів». Це пов'язано з великою площею поверхні з бетону, асфальту і цементу тощо, які поглинають сонячну енергію, нагріваються і повторно випромінюють це тепло в навколишнє повітря. Через це в місті середня температура вище, ніж у навколишніх сільських районах. Великі мегаполіси навіть реєструють температурні градієнти понад 10°С між передмістями та центральним районом.
Більшість великих міст, особливе що мають промислові підприємства та велику кількість автотранспорту, стикаються з серйозною проблемою забрудненням повітря. Деякі міста виробляють настільки багато забруднення, що повітря насичується дрібними твердими або рідкими частинками, створюючи густий сіруватий серпанок, який називається смогом. Забруднення атмосфери є серйозною загрозою для здоров'я жителів певного місця, викликаючи численні проблеми, такі як алергія, респіраторні захворювання, хвороби серця, стреси тощо.
Закони про боротьбу із забрудненням повітря можуть регулювати викиди забруднюючих газів із промислових об'єктів та від автомобільного транспорту. Відносини в галузі охорони атмосферного повітря в містах України регулюються Законом України «Про охорону навколишнього природного середовища» та іншими нормативно-правовими актами. Одним з основних методів покращення міської екології є включення в міста більшої кількості природних (зелених) зон. Ці території покращують здоров'я, самопочуття людей. Дослідження, опубліковане в журналі Scientific Reports у 2019 році, показало, що люди, які проводили на природі принаймні дві години на тиждень, на 23 % частіше були задоволені своїм життям і на 59 % частіше були здоровими, ніж ті, хто мав нульову експозицію. У дослідженні брали участь майже 20 000 людей у Великій Британії: чоловіків і жінок різного віку, а також представників різних етнічних груп, соціально-економічного статусу та навіть тих, хто має тривалі захворювання та інвалідність.
Побутові та промислові стічні води продовжують забруднювати багато річок, озер, водоносних горизонтів та прибережні зони міст. Це завдає шкоди не тільки здоров'ю містян, а й місцевій фауні та флорі, наприклад, мангровим заростям або пляжам. Такі забруднення унеможливлює або робить проблематичним використання пляжів як зон відпочинку.
Побутові відходи міста є ще однією серйозною проблемою. У кількох містах виникають труднощі з належною утилізацією відходів. Кількість відходів, що надходять на сміттєзвалища, з часом зростає і швидко накопичується, а сміттєспалювальні заводи генерують забруднення атмосфери. Доступні місця для утилізації відходів все важче знайти через спротив громадськості(принцип NIMBY) та екологів.
Існує нагальна потреба в більш екологічно орієнтованих містах, які будуть мати екологічно чисті будівлі та інфраструктуру, оптимальну утилізацію та озеленення. Міжнародне співтовариство сформувало коаліції міст (такі як Група міст-лідерів з питань клімату C40 і ICLEI (Місцеві уряди для сталого розвитку)) та документи з напрямками дій, такі як 11-та Ціль сталого розвитку, щоб активізувати та зосередити увагу на рішенні екологічних проблем.

### Урядові проблеми
Міська рада несе відповідальність за управління різноманітними державними установами міста: поліція, освіта, пожежогасіння, громадський транспорт, утримання доріг загального користування, ремонт будівель тощо. Значна частина коштів муніципалітету формується за рахунок комунальних податків, тобто встановлюються мерією і діють у межах міста. Однак одних комунальних податків зазвичай недостатньо для обслуговування інфраструктури міста. Містам також потрібні інші джерела фінансування, наприклад, гранти або позики.
У містах де спостерігається надмірна урбанізація, ускладнюється завдання та обов'язки мерій через більші витрати на соціальну допомогу або пошук робочих міст. У розвинутих країнах через субурбанізаційні процеси міська рада втрачає кошти від податків. Справа в тому, що коли містяни середнього та вищого класу переїжджають в передмістя, то вони продовжують працювати в місті, в якому вони раніше жили. Однак, вони більше не платять податки до мерії міста, де вони працюють. Міський бюджет також страждає, коли комерційні та промислові установи оформлюють свої установи в менших сусідніх містах, тому що там нижчі податки.